# エラム語楔形文字
エラム語楔形文字(エラムごくさびがたもじ)は、エラム語を表記するために使用された楔形文字の一種。発見された20,00の粘土板や破片の内、その大多数はアケメネス朝の領域から見つかったものであり、内容は主に交易や売買に関するものであった。

## 発見と解読
エラム語は、現在のイラン南部フーゼスターン州やファールス州に住んでいたエラム人によって話されていた言語で、現在は使われていない。その言語の不規則さや資料不足により長らく研究者にとって不可解な言語であり、近隣のセム語派やインド・ヨーロッパ語族との関連性も無いとみられている系統不明の言語である。エラム語の起源に関するいくつかの仮説はあるが証明されていない。
エラム語楔形文字は2つのバージョンがあり、紀元前3000～2000年頃には（アッカド語楔形文字）を借用した文字が使われており、紀元前1000年頃にはそれを簡略化したものが用いられた。前者より後者の方が文字数が少ないが、両者とも文字数は130前後、両者合わせて206種と、楔形文字の中では字数が少ない。
現在発見されている最古のエラム語資料は、紀元前2200年頃のものとされるタブレットである。これは保存状態が悪く限られた部分しか読むことができなかったが、アッカド王Nāramsînとエラム王Hitaとの間で交わされた条約文だということが分かっている。また、「Nāramsînの友は我が友であり、Nāramsînの敵は我が敵である」といった内容の文がたびたび言及されている。
最も有名で、かつ最終的に解読された資料は、アケメネス朝ペルシアの王の命により作られた3言語で書かれた碑文である。ロゼッタストーンのようなその碑文は、古代ペルシア語、アッカド語、そしてエラム語が書かれている。古代ペルシア語とアッカド語は後に解読できたものの、エラム語は前述した通り既知のどの言語ともかけ離れており、また資料や比較材料の不足などの理由から、解読は困難を極めている。

## 文字
エラム人は文字数を徹底的に減らしており、全体的にみても206種しか無く、またどの時代においても使われるのは130文字前後でしかない。初期には音節文字であり、アッカド語楔形文字のCV、VC形式の文字から借用したものであった。時間が経つにつれ、音節文字の数は減少する一方、表語文字の数が増加していった。アッカド語楔形文字のCVC形も時折使われたが、母音はしばしば無視され子音の音価のみを表した。限定符もまた用いられた。
|         | Ca          | Ce                  | Ci                  | Cu               |  | aC      | eC          | iC          | uC        |
| ------- | ----------- | ------------------- | ------------------- | ---------------- |  | ------- | ----------- | ----------- | --------- |
| p b     | 𒉺 pa 𒁀 ba   | 𒁁 be                | 𒉿 pe ~ pi           | 𒁍 pu             |  | 𒀊 ap    | 𒅁 ip (𒌈 íp) | 𒅁 ip (𒌈 íp) | 𒌒 up      |
| k g     | 𒋡 ka₄       | 𒆠 ke ~ ki 𒄀 ge ~ gi | 𒆠 ke ~ ki 𒄀 ge ~ gi | 𒆪 ku             |  | 𒀝 ak    | 𒅅 ik        | 𒅅 ik        | 𒊌 uk      |
| t d     | 𒆪 da        | 𒋼 te                | 𒋾 ti                | 𒌅 tu, 𒌈 tu₄ 𒁺 du |  | 𒀜 at    |             |             | 𒌓 ut      |
| š       | 𒐼 šá (𒊮 šà) | 𒊺 še                | 𒅆 ši                | 𒋗 šu             |  | 𒀾 aš    | 𒆜 iš ~ uš   | 𒆜 iš ~ uš   | 𒆜 iš ~ uš |
| s z (č) | 𒊓 sa 𒍝 ca   | 𒋛 se ~ si 𒍢 ce ~ ci | 𒋛 se ~ si 𒍢 ce ~ ci | 𒋢 su             |  | 𒊍 as/ac | 𒄑 is/ic     | 𒄑 is/ic     |           |
| y       | 𒅀 ya        |                     |                     |                  |  |         |             |             |           |
| l       | 𒆷 la        | 𒇷 le ~ li           | 𒇷 le ~ li           | 𒇻 lu             |  |         |             |             | 𒌌 ul      |
| m       | 𒈠 ma        | 𒈨 me                | 𒈪 mi                | 𒈬 mu             |  | 𒄠 am    |             |             | 𒌝 um      |
| n       | 𒈾 na        | 𒉌 ne ~ ni           | 𒉌 ne ~ ni           | 𒉡 nu             |  | 𒀭 an    | 𒂗 en        | 𒅔 in        | 𒌦 un      |
| r       | 𒊏 ra        | 𒊑 re ~ ri           | 𒊑 re ~ ri           | 𒊒 ru             |  |         | 𒅕 ir        | 𒅕 ir        | 𒌨 ur      |
| h 0     | 𒄩 ha 𒀀 a    | 𒂊 e                 | 𒄭 hi 𒄿 i            | 𒄷 hu 𒌋 u, 𒌑 ú    |  | 𒄴 ah    |             |             |           |

丸括弧は一般的ではない字である。